# إيفان لويس
إيفان لويس (بالإنجليزية: Ivan Lewis) هو سياسي بريطاني، ولد في 4 مارس 1967 في المملكة المتحدة. حزبياً، نشط في حزب العمال.

## مناصب
- انتخب عضو برلمان المملكة المتحدة الـ57 عن دائرة جنوب بوري وقد انضم خلال فترته النيابية ‏ (23 نوفمبر 2017 – ) للكتلة البرلمانية مستقل.
- في الانتخابات العامة في المملكة المتحدة 1997 [الإنجليزية]‏، انتخب عضو البرلمان الثاني والخمسون للمملكة المتحدة عن دائرة جنوب بوري وقد انضم خلال فترته النيابية ‏ (1 مايو 1997 – 14 مايو 2001) للكتلة البرلمانية حزب العمال.
- في الانتخابات العامة في المملكة المتحدة 2001، انتخب عضو برلمان المملكة المتحدة الـ53 عن دائرة جنوب بوري وقد انضم خلال فترته النيابية ‏ (7 يونيو 2001 – 11 أبريل 2005) للكتلة البرلمانية حزب العمال.
- في الانتخابات العامة في المملكة المتحدة 2005، انتخب عضو برلمان المملكة المتحدة الـ54 عن دائرة جنوب بوري وقد انضم خلال فترته النيابية ‏ (5 مايو 2005 – 12 أبريل 2010) للكتلة البرلمانية حزب العمال.
- في انتخابات المملكة المتحدة لعام 2010، انتخب عضو برلمان المملكة المتحدة الـ55 عن دائرة جنوب بوري وقد انضم خلال فترته النيابية ‏ (6 مايو 2010 – 30 مارس 2015) للكتلة البرلمانية حزب العمال.
- في الانتخابات العامة في المملكة المتحدة 2015، انتخب عضو برلمان المملكة المتحدة الـ56 عن دائرة جنوب بوري وقد انضم خلال فترته النيابية ‏ (8 مايو 2015 – 3 مايو 2017) للكتلة البرلمانية حزب العمال.
- في الانتخابات التشريعية البريطانية 2017، انتخب عضو برلمان المملكة المتحدة الـ57 عن دائرة جنوب بوري وقد انضم خلال فترته النيابية ‏ (8 يونيو 2017 – 23 نوفمبر 2017) للكتلة البرلمانية حزب العمال.
- انتخب Minister of State for Care Services [الإنجليزية]‏ (15 مايو 2006 – 3 أكتوبر 2008).
- انتخب وزير الدولة للشؤون الخارجية  [لغات أخرى]‏ (8 يونيو 2009 – 11 مايو 2010).
- انتخب وزير ظل الدولة للتنمية الدولية [الإنجليزية]‏ (7 أكتوبر 2011 – 7 أكتوبر 2013).
- انتخب وزير ظل الدولة لشؤون إيرلندا الشمالية [الإنجليزية]‏ (7 أكتوبر 2013 – 13 سبتمبر 2015).
- انتخب وزير الدولة للتنمية [الإنجليزية]‏ (5 أكتوبر 2008 – 8 يونيو 2009).
- انتخب وزير دولة - ظل - للثقافة والإعلام والرياضة [الإنجليزية]‏ (8 أكتوبر 2010 – 7 أكتوبر 2011).